# Waipakihi (rivière)
La rivière Waipakihi (anglais : Waipakihi River) est un cours d’eau du districtde Taupo, dans la région de Waikato de l’Île du Nord en Nouvelle-Zélande et un affluent du fleuve Waikato.

## Géographie
C’est le premier affluent important du fleuve Waikato naissant. Elle s’écoule vers le sud-ouest à partir de la chaîne de Kaimanawa pour atteindre le fleuve Waikato à 15 km à l’est du Mont Ngauruhoe sur le Plateau volcanique de l’Ile du Nord.